# Oktos (equip ciclista)
L'equip Oktos, conegut anteriorment com a Saint-Quentin-Oktos, va ser un equip ciclista professional francès que va competir del 1999 al 2004.

## Principals resultats
- Tro Bro Leon: Jean-Michel Thilloy (1999)
- Boucle de l'Artois: Jean-Michel Thilloy (1999)
- Tour de Gironda: László Bodrogi (1999)
- Circuit de les Ardenes: Jérôme Desjardins (2000)
- Gran Premi del Somme: Sergey Krushevskiy (2002, 2004), Frédéric Gabriel (2003)
- Volta a Bulgària: Ivailo Gabrovski (2003)
- Tour de Poitou-Charentes: Stéphane Barthe (2004)

### Campionats nacionals
- Campionat de Lituània en ruta (1): Saulius Ruškys (1999)
- Campionat de Finlandia en ruta (1): Mika Hietanen (1999)
- Campionat de Finlandia en contrarellotge (1): Mika Hietanen (1999)
- Campionat de l'Uzbekistan en ruta (2): Sergey Krushevskiy (2002, 2003)
- Campionat de l'Uzbekistan en contrarellotge (2): Sergey Krushevskiy (2002, 2003)
- Campionat del Kazakhstan en ruta (1): Andrei Mizúrov (2004)
- Campionat de Bulgària en contrarellotge (1): Ivailo Gabrovski (2004)

### A les grans voltes
- Tour de França
  - 0 participacions

- Volta a Espanya
  - 0 participacions

- Giro d'Itàlia
  - 0 participacions

## Classificacions UCI
Fins al 1998 els equips ciclistes es trobaven classificats dins l'UCI en una única categoria. El 1999 la classificació UCI per equips es dividí entre GSI, GSII i GSIII. D'acord amb aquesta classificació els Grups Esportius I són la primera categoria dels equips ciclistes professionals. La següent classificació estableix la posició de l'equip en finalitzar la temporada.
| Temporada | Classificació per equips | Millor ciclista en la classificació individual |
| --------- | ------------------------ | ---------------------------------------------- |
| 1999      | 2n (GSIII)               | Saulius Ruškys (208è)                          |
| 2000      | 36è (GSII)               | Saulius Ruškys (236è)                          |
| 2001      | 39è (GSII)               | Arturas Trumpauskas (749è)                     |
| 2002      | 14è (GSII)               | Pierre Bourquenoud (235è)                      |
| 2003      | 12è (GSII)               | Jeremy Hunt (222è)                             |
| 2004      | 4t (GSIII)               | Andrei Mizúrov (250è)                          |